# 屯門五歲女童被虐殺案
屯門五歲女童被虐殺案是2018年1月發生在香港屯門的虐兒致死命案。五歲女童陳瑞臨（臨臨）疑在家中遭親父及繼母長期虐待至死，由於她身上發現133處新舊傷痕，遍佈頭部和四肢，事件轟動一時、觸動全城，此案更被形容為「香港開埠以來最嚴重的虐兒案」。2021年3月3日案件在香港高等法院開審，4月13日，臨臨親父陳海平及繼母黃曉彤被裁定謀殺罪成，其後判囚終身。（案件編號：HCCC28/20）而繼外婆2項疏忽照顧兒童罪成，判囚5年。
為保護干犯虐兒罪行的人士利益，由本案起，任何人都不得披露任何被控虐兒罪行的被告的身份，包括姓名，2022年開審的童樂居虐兒案，涉案的被告因此受惠。

## 有關人物
由於法官曾頒下匿名令，所以審訊期間有關人物被暫時隱去全名，只以和受害女童的關係作稱呼。其後，案中各人物的姓名獲准公佈，其中包括案中死者親父即首被告「陳海平」，以及死者繼母即次被告「黃曉彤」之名字被公開。

### 人物
- 臨臨：案中受害人，審訊時以「Ｚ」作代號。2012年5月6日出生，翌年親母離開她。本來就讀屯門路德會富泰幼兒園，2017年8月10日起，她和胞兄、繼姊、親父、繼母、繼外婆共六人居於屯門屯合街2號時代廣場南翼C座一單位。她疑遭親父及繼母長期虐待致死，2018年1月6日逝世時只有5歲，死後被發現身上有133處傷口，遍佈頭部和四肢。事後醫生發現她因長期受到虐待，免疫系統出現問題，加上身上滿佈傷口，導至細菌入侵，身體器官受嚴重感染，最終死於敗血病。[7][8]

- 臨臨胞兄：審訊時以「Ｘ」作代號。2009年出生。案發時8歲，讀小學三年級，曾任班長。警方發現他身上有多處傷痕，疑遭虐打。他全身滿佈傷痕，臉上有掌摑印、身上有條狀傷痕、腳及胸壁上有被尖銳硬物所傷的撕裂疤痕、臀部有感染及壞死的傷口。因長期營養不足，導致他有體重過輕、貧血及電解質失衡的情況。[9]

- 臨臨親母：臨臨的生母，審訊時以「Ｍ」作代號。她和前夫是中學同學，19歲（2009年）誕下臨臨胞兄，翌年結婚，2012年5月6日誕下女兒臨臨，2013年夫妻感情破裂，提出離婚並搬離丈夫家中，2015年正式離婚並放棄子女撫養權，最後一次見兩子女是2017年7月。她曾在超級市場任職收銀員。[10][11]

- 臨臨親父：臨臨的生父陳海平，他和臨臨親母是中學同學，16歲時（2007年）開始約會，18歲時（2009年）長子出生，19歲時（2010年）結婚，2012年女兒臨臨出生，2013年妻子分居，2015年正式離婚，2016年再婚。2018年案發時26歲，於連鎖電器行任職運輸工人，他是案中的首被告，被控一項謀殺及兩項虐待兒童罪[10][12]，於2021年4月20日被判終身監禁，成為香港第一宗判囚終身的虐兒相關案件。

- 臨臨繼母：臨臨的繼母黃曉彤，約20歲時誕下一女（臨臨繼姊），之後離婚，2016年和臨臨親父結婚。2018年案發時27歲，報稱是家庭主婦。她是案中的次被告，被控一項謀殺及兩項虐待兒童罪，於2021年4月20日被判終身監禁，成為香港第一宗判囚終身的虐兒相關案件。

- 臨臨繼外婆：臨臨繼母的母親，於2008年離婚。案發時53歲，報稱文員，她是案中的第三被告，被控四項虐待兒童罪。

- 臨臨繼姊：臨臨繼母和前夫所生的女兒，審訊時以「Ｙ」作代號，案發時7歲。

### 關係圖
| \| \| \| \| \| \| \| \| \| \| \| \| \| \| \| \| \| \| \| \| \| \| \| \| \| \| \| 繼外婆 （53歲） \| \| \| \| \| \| \| \| \| \| \| \| \| \| \| \| \| \| \| \| \| \| \| \| \| \| \| \| \| \| \| \| \| \| \| \| \| \| \| \| \| \| \| \| \| \| \| \| \| \| \| \| \| \| \| \| \| \| \| \| \| \| \| \| \| \| 親母［M］ （27歲） \| 親母［M］ （27歲） \| 親母［M］ （27歲） \| 親母［M］ （27歲） \| 親母［M］ （27歲） \| 親母［M］ （27歲） \| \| \| \| \| \| \| 親父 （26歲） \| 親父 （26歲） \| 親父 （26歲） \| 親父 （26歲） \| 親父 （26歲） \| 親父 （26歲） \| \| \| \| \| \| \| 繼母 （27歲） \| 繼母 （27歲） \| 繼母 （27歲） \| 繼母 （27歲） \| 繼母 （27歲） \| 繼母 （27歲） \| \| \| \| \| \| \| 繼母前夫 \| 繼母前夫 \| 繼母前夫 \| 繼母前夫 \| 繼母前夫 \| 繼母前夫 \| \| \| \| 親母［M］ （27歲） \| 親母［M］ （27歲） \| 親母［M］ （27歲） \| 親母［M］ （27歲） \| 親母［M］ （27歲） \| 親母［M］ （27歲） \| \| \| \| \| \| \| 親父 （26歲） \| 親父 （26歲） \| 親父 （26歲） \| 親父 （26歲） \| 親父 （26歲） \| 親父 （26歲） \| \| \| \| \| \| \| 繼母 （27歲） \| 繼母 （27歲） \| 繼母 （27歲） \| 繼母 （27歲） \| 繼母 （27歲） \| 繼母 （27歲） \| \| \| \| \| \| \| 繼母前夫 \| 繼母前夫 \| 繼母前夫 \| 繼母前夫 \| 繼母前夫 \| 繼母前夫 \| \| \| \| \| \| \| \| \| \| \| \| \| \| \| \| \| \| \| \| \| \| \| \| \| \| \| \| \| \| \| \| \| \| \| \| \| \| \| \| \| \| \| \| \| \| \| \| \| \| \| \| \| \| \| \| \| \| \| \| \| \| \| \| \| \| \| \| \| \| \| \| \| \| \| \| \| \| \| \| \| \| \| \| \| \| \| \| \| \| \| \| \| \| \| \| \| \| \| \| \| \| \| \| \| \| \| \| \| \| \| \| \| \| \| \| \| \| \| \| \| \| \| \| \| \| \| \| \| \| \| \| \| \| \| \| \| \| \| \| \| \| \| \| \| \| \| \| \| \| \| \| \| \| \| \| \| \| \| \| \| \| \| \| \| \| \| \| \| \| \| \| \| \| \| \| \| \| \| \| \| \| \| \| \| \| 胞兄［X］ （8歲） \| 胞兄［X］ （8歲） \| 胞兄［X］ （8歲） \| 胞兄［X］ （8歲） \| 胞兄［X］ （8歲） \| 胞兄［X］ （8歲） \| \| \| 臨臨［Z］ （5歲） \| 臨臨［Z］ （5歲） \| 臨臨［Z］ （5歲） \| 臨臨［Z］ （5歲） \| 臨臨［Z］ （5歲） \| 臨臨［Z］ （5歲） \| \| \| \| \| \| \| \| \| \| \| \| \| \| \| 繼姊［Y］ （7歲） \| 繼姊［Y］ （7歲） \| 繼姊［Y］ （7歲） \| 繼姊［Y］ （7歲） \| 繼姊［Y］ （7歲） \| 繼姊［Y］ （7歲） \| \| \| \| \| \| \| |  |                    |                    |                    |                    |                    |                    |                   |                   |  |  |                   |                   |                   |                   |                   |                   |               |               |  |  |  |  |  |  |                 |               |               |               |               |               |                   |                   |                   |                   |                   |                   |          |          |          |          |          |          |
| |  |                    |                    |                    |                    |                    |                    |                   |                   |  |  |                   |                   |                   |                   |                   |                   |               |               |  |  |  |  |  |  | 繼外婆 （53歲） |               |               |               |               |               |                   |                   |                   |                   |                   |                   |          |          |          |          |          |          |
| |  |                    |                    |                    |                    |                    |                    |                   |                   |  |  |                   |                   |                   |                   |                   |                   |               |               |  |  |  |  |  |  |                 |               |               |               |               |               |                   |                   |                   |                   |                   |                   |          |          |          |          |          |          |
| |  | 親母［M］ （27歲） | 親母［M］ （27歲） | 親母［M］ （27歲） | 親母［M］ （27歲） | 親母［M］ （27歲） | 親母［M］ （27歲） |                   |                   |  |  |                   |                   | 親父 （26歲）     | 親父 （26歲）     | 親父 （26歲）     | 親父 （26歲）     | 親父 （26歲） | 親父 （26歲） |  |  |  |  |  |  | 繼母 （27歲）   | 繼母 （27歲） | 繼母 （27歲） | 繼母 （27歲） | 繼母 （27歲） | 繼母 （27歲） |                   |                   |                   |                   |                   |                   | 繼母前夫 | 繼母前夫 | 繼母前夫 | 繼母前夫 | 繼母前夫 | 繼母前夫 |
| |  | 親母［M］ （27歲） | 親母［M］ （27歲） | 親母［M］ （27歲） | 親母［M］ （27歲） | 親母［M］ （27歲） | 親母［M］ （27歲） |                   |                   |  |  |                   |                   | 親父 （26歲）     | 親父 （26歲）     | 親父 （26歲）     | 親父 （26歲）     | 親父 （26歲） | 親父 （26歲） |  |  |  |  |  |  | 繼母 （27歲）   | 繼母 （27歲） | 繼母 （27歲） | 繼母 （27歲） | 繼母 （27歲） | 繼母 （27歲） |                   |                   |                   |                   |                   |                   | 繼母前夫 | 繼母前夫 | 繼母前夫 | 繼母前夫 | 繼母前夫 | 繼母前夫 |
| |  |                    |                    |                    |                    |                    |                    |                   |                   |  |  |                   |                   |                   |                   |                   |                   |               |               |  |  |  |  |  |  |                 |               |               |               |               |               |                   |                   |                   |                   |                   |                   |          |          |          |          |          |          |
| |  |                    |                    |                    |                    |                    |                    |                   |                   |  |  |                   |                   |                   |                   |                   |                   |               |               |  |  |  |  |  |  |                 |               |               |               |               |               |                   |                   |                   |                   |                   |                   |          |          |          |          |          |          |
| |  |                    |                    |                    |                    |                    |                    |                   |                   |  |  |                   |                   |                   |                   |                   |                   |               |               |  |  |  |  |  |  |                 |               |               |               |               |               |                   |                   |                   |                   |                   |                   |          |          |          |          |          |          |
| |  |                    |                    |                    |                    |                    |                    |                   |                   |  |  |                   |                   |                   |                   |                   |                   |               |               |  |  |  |  |  |  |                 |               |               |               |               |               |                   |                   |                   |                   |                   |                   |          |          |          |          |          |          |
| |  |                    |                    | 胞兄［X］ （8歲）  | 胞兄［X］ （8歲）  | 胞兄［X］ （8歲）  | 胞兄［X］ （8歲）  | 胞兄［X］ （8歲） | 胞兄［X］ （8歲） |  |  | 臨臨［Z］ （5歲） | 臨臨［Z］ （5歲） | 臨臨［Z］ （5歲） | 臨臨［Z］ （5歲） | 臨臨［Z］ （5歲） | 臨臨［Z］ （5歲） |               |               |  |  |  |  |  |  |                 |               |               |               |               |               | 繼姊［Y］ （7歲） | 繼姊［Y］ （7歲） | 繼姊［Y］ （7歲） | 繼姊［Y］ （7歲） | 繼姊［Y］ （7歲） | 繼姊［Y］ （7歲） |          |          |          |          |          |          |

方括號［］內的英文字母為高院審訊時用的代號。
圓括號中的歲數為2018年案發時的年齡。

## 背景
臨臨親父母是中學同學，2007年開始約會，2009年長子（臨臨胞兄）出生，翌年兩人（當時分別是19歲和20歲）結婚，2012年臨臨出生。臨臨兩兄妹與親父母一家四口，原本與臨臨的祖母及兩位叔叔同住。2013年親母分居離開，2015年親父母正式離婚，親母放棄撫養權，臨臨兩兄妹跟親父在祖母家生活。
2016年，親父再婚，臨臨繼母本身也是失婚婦人，她20歲時與前夫生有一名女兒（臨臨繼姊）。繼母其後搬進臨臨祖母家中與兩童同住。繼母常以藤條及衣架毆打兩童，親父亦曾掌摑臨臨至嘴角流血，遭兩童的祖母及叔叔阻止。
2017年8月10日，親父及繼母帶同臨臨兩兄妹遷進繼外婆在屯門屯合街2號時代廣場的單位，自此親父拒絕讓前妻探望兩名子女。臨臨原本就讀屯門路德會富泰幼兒園，搬屋後幼兒園老師因發現她身上有多處被毆打的傷痕而會見家長，2017年10月親父為她辦理停學。

## 事件發展

### 2018年
2018年1月6日早上，5歲女童臨臨在住所內表示身體不舒服，午膳時親父發現她全身冰凍昏迷不醒，於是報警，救護員到場發現她已經沒有脈搏和呼吸。因為臨臨身上滿布籐條、剪刀及拖鞋造成的傷痕，部份傷口腐爛，懷疑她生前曾遭虐待，所以警方拘捕她的親父及繼母。晚上約7時，警方將8歲的胞兄及7歲的繼姊由救護車送往屯門醫院檢查。警方發現胞兄也有嚴重營養不良，及身上有多處傷痕，疑似也遭受虐待，在警誡下親父承認用藤條打過臨臨。
根據臨臨胞兄及繼姊給予警方的口供，臨臨兩兄妹長年被親父及繼母虐打，包括以藤條打、拖鞋摑面、剪刀插胸等。兩兄妹幾乎每天都被打，有時更會一次被打30至50下。兩兄妹除了被打，亦沒有足夠的食物，部份時間只能吃剩餘飯菜，甚至在農曆新年及聖誕節期間，兩兄妹只能在晚上吃小量食物；兩兄妹更要經常睡在客廳的地上，寒冷時亦沒有毛毯。2018年1月5日晚上，臨臨被要求兜圈走路，親父指她步行太慢，便將她「飛高高」，親父抓住她的身體向上拋，使她頭部撞到天花板，次數多達18下。雖然她受驚大叫，但親父仍繼續。後來繼母提議玩「扮超人」，繼母與親父一同捉著臨臨的四肢搖晃，令她受驚大哭。當晚兩兄妹不准在睡在牀上，只能睡在地上，但不獲毛毯保暖。直至翌日早上，臨臨暈倒在地，親父於是報警。
1月8日，臨臨親父和繼母被控謀殺臨臨，繼外婆亦被控虐待兒童，翌日於屯門裁判法院提堂，法院將案件押後至3月6日，以待警方調查，等候死因報告、鑑證報告和胞兄的醫療報告等，兩被告還押候訊。涉嫌虐兒被捕的繼外婆獲准以一萬元保釋。
1月19日，臨臨家人在沙田寶福山為她設靈，臨臨生母送來心形花籃致祭，上放「愛女安息，媽媽痛輓」紙牌。翌日，臨臨的靈柩在沙田寶福山出殯，她的8歲哥哥亦有到場送胞妹最後一程。
關於臨臨曾就讀的屯門路德會富泰幼兒園，校長余美英因為曾表示臨臨在學時並沒有發現她身上有傷痕，後卻被知情人士指出曾吩咐老師為臨臨的傷勢拍照並撰寫報告，被質疑涉誠信問題。 臨臨的班主任在案發後放假至4月，但復工不足一個月，便於5月離職。校長於事發後一直請病假至8月，學校行政一片混亂，該學年直至6月，有25名學童申請退學。2018年8月31日，校長因私人理由離職。

### 2019年
2019年2月18日，案件在屯門裁判法院提堂，臨臨親父和繼母除被控一項謀殺罪（於2018年1月6日，在屯門屯合街2號時代廣場南翼C座一單位內，謀殺5歲女童臨臨）外，被加控兩項虐待兒童罪（於2017年8月10日至2018年1月6日，在相同地點，故意毆打、虐待或忽略臨臨及其8歲胞兄），二人需繼續還柙。臨臨繼外婆亦被落案起訴兩項虐兒罪：（一）於2017年12月24日至2018年1月6日，在屯門時代廣場寓所，故意毆打5歲女童臨臨；及（二）於2017年8月10日至2018年1月6日期間，在相同地點，故意毆打臨臨的8歲胞兄。繼外婆獲准繼續以一萬元保釋。

### 2021年
2021年3月3日，案件在香港高等法院開審，由法官黃崇厚主審，控方指臨臨胞兄曾向警方表示，他和妹妹在舊居時生活愉快，感受到家人的關懷，但自從2017年8月搬進繼外婆單位後，兩兄妹被親父及繼母以藤條虐打，每次打約30至50下，並會以拳打、掌摑及拖鞋毆打，妹妹更被親父以剪刀刺傷。兩兄妹只能吃親父及繼母的殘羹剩飯，更不時被親父及繼母通宵罰企，有時更是被綁着或要跪地。親父及繼母經常以「飛高高」和「扮超人」遊戲為藉口，虐待兩兄妹，所謂「飛高高」是指親父抓住孩子的腋下，將孩子凌空拋上天花板，有時會同時舉高兩兄妹，再將二童拋至天花板，導致二童多次撞頭發出「碰碰碰」響聲，即使嚇得不斷叫停，親父都不停止，繼母更在旁鼓勵，要讓二童撞到天花板。「扮超人」是指親父和繼母一同抓住小孩的手腳兩邊不斷大力搖晃，小孩因恐怕會被拋擲出去而會不斷哭叫。
親父及繼母為了避免老師發現兩兄妹的傷痕，要求他們外出時戴口罩掩蓋傷口，並多次替兩兄妹向學校請假，又向老師謊稱傷痕的由來。臨臨由於長期受到殘忍虐待，導致免疫系統出現問題，身體器官受嚴重感染，最後因敗血病致死。雖然親父和繼母願意承認誤殺罪，但不獲控方接納。
至於臨臨的繼外婆，控方指她多次目睹兩兄妹被親父及繼母多次虐打，不單沒有阻止，反而加入掌摑兩童。她亦沒有給予足夠食物兩兄妹，使二人營養不良，更於寒冬時命令兩兄妹睡在地板上，偶爾兩兄妹可同睡一個睡袋，卻是衣衫單薄兼沒有被子禦寒。眼見兩兄妹遍體鱗傷、營養不良及生病，繼外婆仍拒絕帶兩童求醫。
3月5日，臨臨的祖母及叔叔出庭作供，祖母指臨臨為人開朗及有主見，喜歡與人接觸，會聽祖母及親父的話，亦不會反駁繼母。叔叔指曾見臨臨被親父掌摑至嘴角流血。
3月8日，臨臨胞兄透過視像作供，他表示親父和繼母經常指罵妹妹不聽話，例如指她步速不夠快，便將她拋上天花板以作懲罰。親父和繼母經常以藤條及拖鞋體罰兩兄妹，差不多每天都會被打。他曾看見妹妹的褲子流出黑色血汁及有很大塊焦，親父和繼母曾私語指妹妹的傷口「有膿、隻腳好臭」，但他們只用火酒替妹妹傷口消毒，沒有帶她求醫。妹妹去世前一日，親父不斷將妹妹凌空拋向天花板，撞到頭部後再接着她，次數多達18下。
3月10日，臨臨繼姊透過視像作供，她指臨臨過世前兩日，繼父（臨臨親父）曾與臨臨玩十多次「飛高高」，母親（臨臨繼母）則要求繼父將臨臨抛高至一定要碰到天花板發出「碰」的碰撞聲。之後父母又要玩「扮超人」，臨臨四肢被父母扯著搖晃，當時不斷喊「好驚」及發抖，最後臨臨暈倒。她指哥哥（臨臨胞兄）平日經常被父母用藤條打臉、手腳及臀部，所以身上佈滿藤條印及結焦的傷口。哥哥亦常被父親以拖鞋毆打致流血，曾見拖鞋底部黏著很多血；臨臨亦經常被父母以拖鞋及藤條虐打。外婆（臨臨繼外婆）不單未阻止父母，更會加入虐打兩兄妹。父母只准臨臨兩兄妹站在門口手持「膠兜」吃飯，並且不准兩兄妹睡在床上。
3月11日，法醫郭嘉琪在庭上指出，臨臨身上共有133處新舊傷痕，當中58處為擦傷及裂傷等的新傷痕，75處康復中的舊患，包括疤痕、結痂傷口、膿腫及潰瘍等，傷痕遍佈頭部及全身。背部及胸口佈滿由剪刀或藤條等物件造成的線狀傷勢，眼角及鼻樑的擦傷可能由拳打所致。顱骨佈滿瘀傷，部份是死前兩天內造成，法醫認為臨臨要被人拋上天花板並撞頭10次或以上才會造成該傷勢。由於傷勢位於面部及背部，法醫認為不大可能由自殘或意外造成。另外，臨臨胞兄身體亦滿佈疤痕、結痂傷口及新舊瘀傷，臀部有潰瘍，推測原因是長時間受虐待、被硬物襲擊造成。
3月12日，香港大學感染及傳染病中心總監何栢良作供時指出，臨臨右膝膿腫，估計因為她要長時間跪在地上。她身上有過百處創傷，其中左肩及右膝嚴重潰瘍，令細胞壞死，血液無法正常運行，容易被細菌入侵。她的脾臟、肺部及膝蓋等多個組織樣本，分別被驗出腸炎沙門氏菌及金黃葡萄球菌，顯示細菌入侵不同器官，令她的器官衰竭壞死，最終死於敗血症。他指出如果臨臨沒有被虐待受傷，便不會有細菌入侵傷口，她亦不會離世。
3月15日，瑪嘉烈醫院兒童傳染病科顧問醫生關日華作供，關指正常孩童的胸腺重量應為20至40克，但臨臨的胸腺卻僅有5克，情況猶如老年人。臨臨的胸腺嚴重萎縮，胸腺內的淋巴細胞跌至最低水平，並且完全纖維化，使免疫力下降，因此沙門氏菌容易入侵她身體，引起致命感染。同時，臨臨因長期受壓，導致腦部發育倒退。還有，臨臨右膝後方傷口沒獲妥善處理，受到嚴重細菌感染，嚴重至完全沒有真皮層，所以她該部位完全沒有感覺。關哽咽說，自己不能幻想為什麼她父母在這種惡劣情況下還要玩那些「飛高高、扮超人」的「遊戲」。救護員梁亞鐵作供稱，到達現場後看見臨臨穿著尿片躺在客廳地下的睡袋上，面部膨脹、小腿有瘀青，已經沒有脈搏和呼吸。 此外，臨臨胞兄的醫療報告指出，胞兄的頭、臉、身軀、臀部以及四肢滿佈傷痕：臉上有掌摑印、身上有條狀傷痕、腳及胸壁上有被尖銳硬物所傷的撕裂疤痕、臀部有感染及壞死的傷口。因長期營養不足，導致他有體重過輕、有貧血及電解質失衡的情況，報告形容情況是嚴重虐兒個案。
3月16日，臨臨就讀的幼稚園兩名班主任作供，作供期間多次落淚哽咽。班主任林老師指教導臨臨的三年裏，未見過她有自理問題，她表現優異、適應力強，樂於助人、有創意及自信、不易哭及發脾氣。每次假期後，她都會踴躍告訴老師假期時的活動。但2017年8月搬屋後，臨臨變得沉默寡言，不會告訴老師放假時的行蹤。而且搬屋後她食量大增，不斷向教師索取食物，曾吃掉三碗麵。班主任梁老師指搬屋前，臨臨是個很喜歡笑的女孩，學習態度良好，數學及語文能力不錯，為人整潔，上課留心並會踴躍舉手回答問題，亦會主動幫助同學。但臨臨搬屋後情況大變，曾缺課11天，身上有多處有被毆打的傷勢，梁老師及其他教師曾會見繼母，繼母承認曾和臨臨親父告毆打臨臨，並承諾不會再施行體罰，但之後校長再發現臨臨左臉浮腫及腳底紅腫，親父解釋以藤條擊打地面時不慎打中臨臨腳底；事後親父申請臨臨停學兩個月。
3月17日，臨臨胞兄就讀小學興德學校卓嘉輝班主任作供，卓氏指男童成績中下，但性格文靜，所以曾被點名擔任班長。卓氏指，從2017年11月初開始，男童的面部以及身上有傷痕，走路一拐一拐，獲准使用校內電梯。2017年11月23日，卓發現男童鼻樑有傷痕，遂安排見社工，繼母解釋男童被幼妹不慎觸碰眼鏡而弄傷鼻樑。翌日男童面部再添傷痕，嘴唇附近有黑點，但繼母聲稱察覺不到。控方指繼母於短訊中向親父表示，卓氏曾警告男童「唔好諗住餓暈咗可以引人注意，只會送佢入院打針、抽血」，另外卓亦建議繼母應更加嚴厲地懲治男童。卓氏否認有過上述對話，並表示由於男童與繼母的說法不同，所以憑直覺認為男童說謊。
4月12日至13日，4女3男組成的陪審團退庭商議，逾14個小時後，一致裁定臨臨親父謀殺罪成，並以6比1大比數裁定臨臨繼母謀殺罪成。至於繼外婆面對的4項殘暴對待兒童罪，陪審團以6比1裁定其中兩罪成立，一致裁定其餘兩罪不成立。3名被告還押，案件押後至4月20日判刑。
4月20日，法官依例將謀殺罪成的臨臨親父及繼母判處終身監禁，關於二人開審前已承認的殘暴對待臨臨兄妹控罪，法官判兩人囚9年半，與謀殺罪同期執行。至於繼外婆，2項疏忽照顧兒童罪成，判囚5年。法庭內共有近100人旁聽判決。
5月4日，繼母就謀殺罪罪成的定罪申請上訴許可通知，繼外婆亦就殘暴對待兒童罪的刑罰申請上訴。
5月15日，生父就謀殺和殘暴對待兒童罪的定罪申請上訴許可通知。

### 2022年
8月10日，上訴庭駁回生父和繼母謀殺罪的定罪上訴許可申請，兩人隨後當庭撤回殘暴對待兒童罪的刑罰上訴申請，繼外婆殘暴對待兒童罪的刑罰同日被上訴庭駁回申請。

## 影響
2018年1月19日，香港立法會福利事務委員會舉行特別會議討論虐兒問題，與會人士在開會前站立為臨臨默哀一分鐘。會議中，有團體認為當時幼稚園「缺課30天上報」的缺課申報機制有漏洞，建議改為「缺課7天上報」，與中小學缺課機制看齊。
2018年2月23日，教育局公佈修改幼稚園的缺課申報機制，所有幼稚園若發現學生連續七天無故或在可疑情況下缺課，必須通報教育局；同時，不論有否缺課，若學校人員發現學童身上有傷痕或有其他受虐情況，應根據社署的《處理虐待兒童個案程序指引》處理，除了向教育局通報，亦要向社署或向警方尋求協助。新措施於同年3月15日起生效。
2019年12月20日，「防止虐待兒童委員會」通過由社會福利署及多個部門修定新的 《保護兒童免受虐待—多專業合作程序指引》，就識別及通報懷疑虐兒事件訂明更清晰指引，該指引在2020年4月1日起實施。
臨臨父母在2021年4月20日被判處終身監禁後，有不少社會團體認為政府應要立下「沒有保護罪」的法例，教師、社工及外傭等照顧者一旦發現懷疑虐兒情況，有責任跟進。法改會建議，若受害人受到嚴重傷害，沒有通報的人最高刑罰判處監禁15年；若受害人死亡，可判監20年。預計最快可在2022年立法。2023年，政府提交《強制舉報虐待兒童條例》草案到立法會審議時，於引言亦特別提及本案。法例最終於2024年6月通過，於2026年1月生效。

## 外部連結
- 《保護兒童免受虐待—多專業合作程序指引》（页面存档备份，存于）
- 防止虐待兒童會（页面存档备份，存于）
- 聯合國《兒童權利公約》（页面存档备份，存于）